# Helicobia cuencana
Helicobia cuencana är en tvåvingeart som beskrevs av Tibana 1988. Helicobia cuencana ingår i släktet Helicobia och familjen köttflugor.
Artens utbredningsområde är Ecuador. Inga underarter finns listade i Catalogue of Life.